# Paratendipes nubilipennis
Paratendipes nubilipennis är en tvåvingeart som beskrevs av Freeman 1957. Paratendipes nubilipennis ingår i släktet Paratendipes och familjen fjädermyggor. Inga underarter finns listade i Catalogue of Life.